# Fundação Dom Avelar Brandão Vilela
Fundação Dom Avelar Brandão Vilela, ou simplesmente Fundação Dom Avelar (FDA), é uma fundação brasileira pertencente à Arquidiocese de São Salvador da Bahia. Pertencem à fundação uma série de veículos de comunicação na Bahia: a Rádio Excelsior da Bahia, a 106 FM, ambas de Salvador, a Rádio Alvorada, de Cruz das Almas, a retransmissora da Rede Vida em Salvador e o Jornal do Clube Excelsior Vida.
Foi criada pelo Cardeal D. Lucas Moreira Neves, no intuito de perpetuar a memória de D. Avelar Brandão Vilela, que foi uma significante personalidade da Igreja Católica, cardeal arcebispo de Salvador e o responsável pelo reconhecimento do título de primazia já consagrado à Sé da Bahia, requerendo da Santa Sé o título de Primaz do Brasil logo no inicio do seu pastoreio na arquidiocese católica.[carece de fontes?]
Em 2013, as emissoras de rádio passaram a integrar a Rede Católica de Rádio. Por três anos (2012-2015) manteve parceria com a Neojibá para transmissão de programa de música de concerto na Rádio Vida FM 106,1, que ganhou destaque nacional no Anuário VivaMúsica.